# Lala Meredith-Vula
Lala Meredith-Vula (* 1966) ist eine Englisch und Kosovo-Albanische Künstlerin und Fotografin. 1988 war sie ein Teil der von Damien Hirst geleiteten Freeze Ausstellung. Lala ist Professorin an der De Montfort University in Leicester, England.

## Leben und Arbeiten

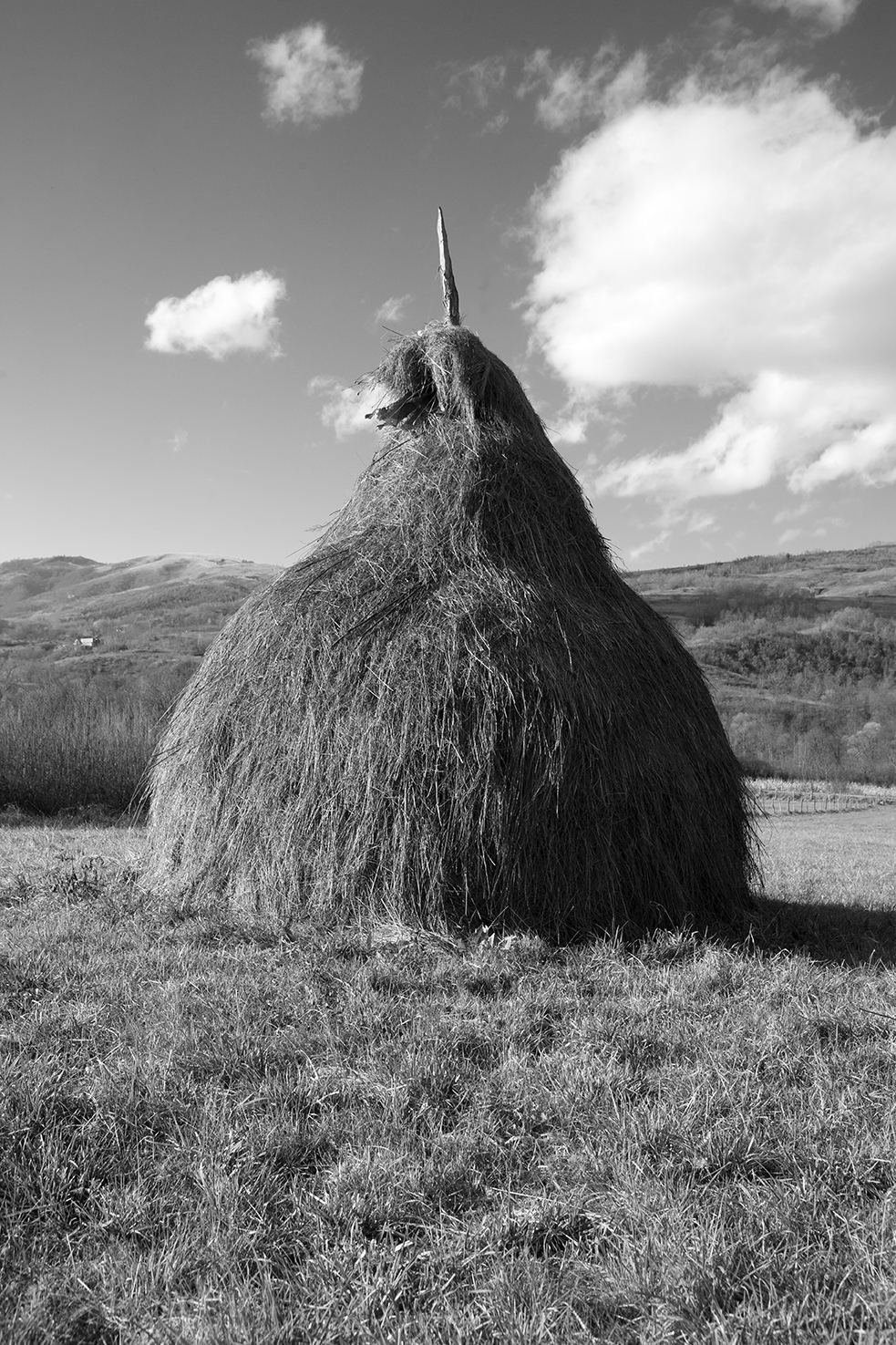
Photo von Lala Meredith-Vula „Heuhaufen“, Brezovica, Kosova 2016

Lala Meredith-Vula wurde in Sarajevo geboren und zog 1970 nach England. Sie besuchte die Trent University in Nottingham (1984–85) dann das Goldsmiths College, (1985–88) und schließlich die Univerzitet u Prištini im Kosovo für postgraduale Studien.
1988 war sie eine der Ausstellerinnen der Ausstellung Freeze, organisiert von Damien Hirst, die die Werke vieler der Künstlerinnen und Künstler präsentierte, die später als Young British Artists bekannt wurden. Seitdem hat Lala zahlreiche internationale Ausstellungen durchgeführt und war kürzlich Teil der Documenta 14.
Seit 1989 unterrichtet sie an verschiedenen Hochschulen in Großbritannien, den Vereinigten Staaten und im Kosovo. 1995 richtete sie die erste fotografische Abteilung an der Universität Tirana, Albanien und im Jahr 2000 eine fotografische Abteilung an der Universität Priština ein.
Eine besonders wichtige Erfahrung für Meredith-Vula war eine Fotoserie im Kosovo, die Heuhaufen von albanischen Bauern zeigt. Die Gegenüberstellung ihrer kosmopolitischen Kunsterfahrung mit ihrer provinziellen Herkunft unter der Frage „Was ist Kunst?“ lieferte eine Lösung:

Nachdem ich viele Jahre lang Kunst studiert und viele Galerien auf der ganzen Welt besucht hatte, stellte ich bald fest, dass der Kontext eines Kunstwerks eine große Rolle spielte, wo es platziert wird. Bei all meinen Recherchen musste ich nach Hause zurückkehren, um die wahre Bedeutung meiner Suche zu entdecken, auf den Feldern meiner ehemaligen Heimatstadt erlebte ich eine Lebensweise, die so alt war wie das Land selbst, auf dem die Bauern ihr Geschäft machten, alles hatte seinen Platz. Bei all dem sah ich, dass die Bauern irgendwie unbewusst seltsame Skulpturen schufen, die die Anwesenheit moderner Skulpturen hatten. Hier war ein Teil meiner Suche vorbei. Ich hatte den Treffpunkt zwischen meiner neuen Kunstwelt als Künstler und meiner Vergangenheit in der Landschaft des Kosova gefunden.
Sie hat auch Frauen in türkischen Bädern über einen Zeitraum von zwei Jahren fotografiert (6 Monate davon wurden genehmigt), und eine Serie, die Frauen zeigt, die unter der Wasseroberfläche stehen und sich bewegen. Sie hat das erklärt: „Frauen und Wasser“ handelt von der Schönheit und Unvollkommenheit des freien Körpers unter Wasser. Viele Frauen fühlen sich durch soziale Einflüsse, insbesondere im Westen, deformiert. Im Wasser können sie sich auflösen und als Teil der Natur sowohl klassisch als auch ausdrucksstark wieder auftauchen.
Ihre Werke befinden sich in einer Reihe bedeutender Kunstsammlungen, darunter: Arts Council of Britain, Arthur Andersen Collection, Centre of Photography in Genf, Collezione La Gaia, Doria Pamphilj Gallery Collection, Doria Pamphilj Palace Museum, The Teseco Foundation, The British Council Collection.
Lala unterrichtet zurzeit an der De Montfort University in Leicester.

## Heuhaufen
Seit 1989 fotografiert Lala in Osteuropa Heuhaufen von Bauern. Eine fortlaufende Serie, die in der Photographer's Gallery, London, Croation Fine Art Society, Zagreb, Kosova ARt Gallery, Kosova, documenta 14 in Kassel und Marubi Museum, Albanien ausgestellt wurde.

## Blutgedächtnis

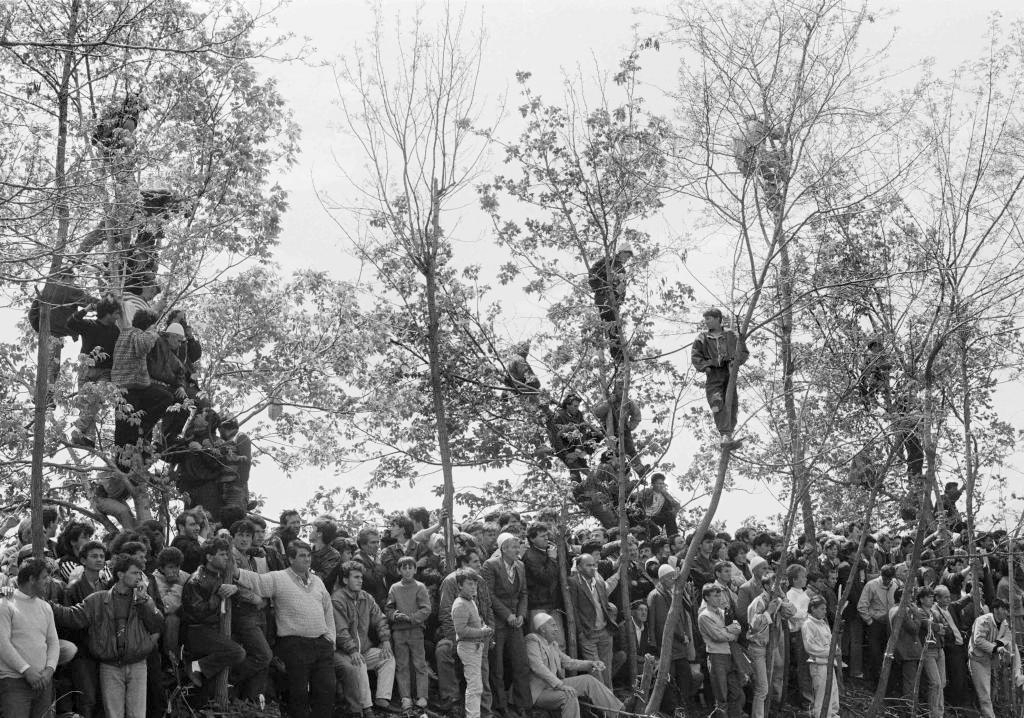
Fotografie von Lala Meredith-Vula, Blutgedächtnis

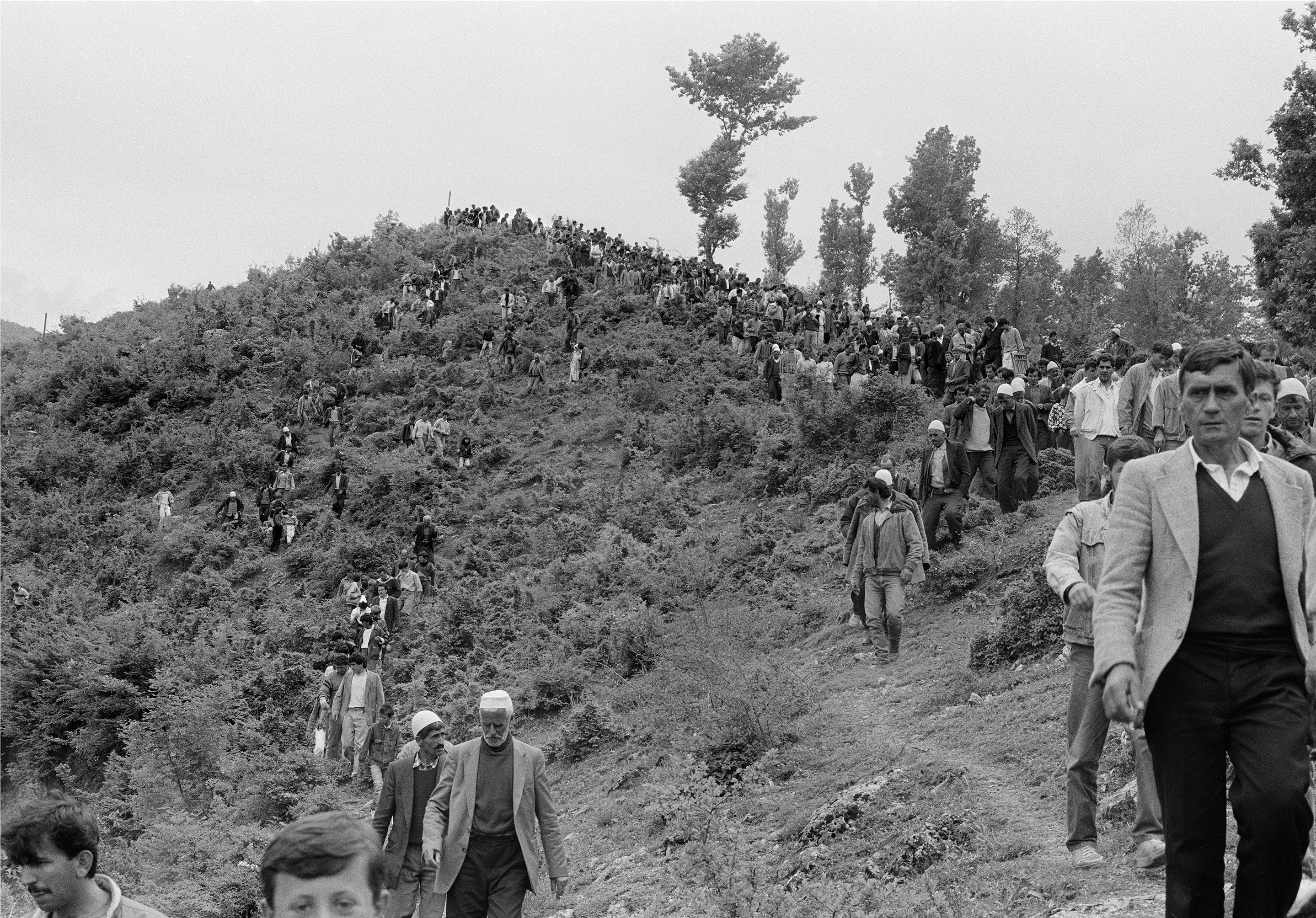
Photo von Lala Meredith-Vula aus Blutgedächtnis, Gjonaj, Kosova, 2. Mai 1999

Lala folgte und fotografierte die Bewegung zur Versöhnung der Blutfehde in Kosova in den Jahren 1990 und 1991 und machte eine Reihe von Fotografien, die 2015 in der Kosova Art Gallery gezeigt wurden. Sie war Forscherin an einem BBC-Dokumentarfilm Under the Sun (1991) – Ausstrahlung 1992 auf BBC 1.

## Auszeichnungen
- 1997 London Art Board's „Individual Artists Award“.
- 1998 „Special Jury Prize“, PhotoSynkria Festival, Greece.
- 1998 „Flash Art“ Prize, Onufri '98, National Gallery, Albania.
- 2001 Sargent Fellowship, British School, Rom, Italien
- 2002 „Paul Hamlyn Award“ nominiert.
- 2006 Bryan Robertson Trust Artist Award.